# Рас-ель-Хашуфа (нохія)
Рас-ель-Хашуфа (араб. ناحية رأس الخشوفة) — нохія у Сирії, що входить до складу району Сафіта провінції Тартус. Адміністративний центр — c. Рас-ель-Хашуфа.
| Сирія | Це незавершена стаття з географії Сирії. Ви можете допомогти проєкту, виправивши або дописавши її. |